# Rumex spathulatus
Rumex spathulatus är en slideväxtart som beskrevs av Carl Peter Thunberg. Rumex spathulatus ingår i släktet skräppor, och familjen slideväxter. Inga underarter finns listade i Catalogue of Life.